# Rosalie (prénom)
Pour les articles homonymes, voir Rosalie et Rosalia.
Cette page présente le prénom Rosalie ainsi que ses variantes.
Rosalie est un prénom féminin d'origine latine utilisé en français et dans d'autres langues.

## Origine
Ce prénom d'origine latine vient des mots "rosa" (rose) et "lilium" (lis). C'est aussi une déformation du latin rosaria, "le jardin des roses".
En roumain, la fête de la Pentecôte se dit Rusaliile. Selon Mircea Eliade, cela vient du mot latin rosalia, ancienne fête latine du printemps. 

## Popularité
C'est un prénom apparu au XVIIIe siècle[réf. nécessaire] et l'année où il fut le plus usité était l'année 1903[réf. nécessaire].

## Équivalents
- en allemand : Rosalie[1]
- en anglais : Rosalie[1]
- en espagnol : Rosalía[2]
- en hongrois : Rozália[3]
- en italien : Rosalia[4]
- en néerlandais : Rosalie[1]
- en portugais : Rosália[5]
- en slovaque : Rozália[3]

## Personnalités portant ce prénom

### Saintes
- Rosalie de Palerme, fêtée le 4 septembre.
- Rosalie Rendu, (Jeanne Rendu) religieuse, béatifiée en 2003, qui s'est consacrée aux pauvres du 13e arrondissement de Paris, fêtée le 7 février.
- Rosalie du Verdier de La Sorinière fêtée le 27 janvier.

### Prénom
- Rosalie Fragonard, fille du peintre Fragonard. Elle fut le sujet d'un de ses tableaux parmi les plus célèbres.
- Rosalie Delon, séparée du comédien Alain Delon.
- Rosalie, dite «Enfant de la Vendée», (Blaye, 10 mai 1833- Livourne ?, 9 novembre 1833) fille de la Duchesse de Berry, porte le nom de Lucchesi-Palli. Demi-sœur d'Henri d'Artois prétendant à la couronne de France.
- Rozália Schenbach, (1793-1872) cantatrice hongroise.

- Pour l'ensemble des articles sur les personnes portant ce prénom, consulter :
  - la liste des articles dont le titre commence par ce prénom
  - les listes produites par Wikidata : Liste des personnes de prénom « Rosalie » — même liste en incluant les éventuels prénoms composés qui contiennent « Rosalie ».